# (9851) Sakamoto
(9851) Sakamoto (1990 UG3) – planetoida z pasa głównego asteroid okrążająca Słońce w ciągu 4,18 lat w średniej odległości 2,6 j.a. Odkryta 24 października 1990 roku.